# Salina di Lungro

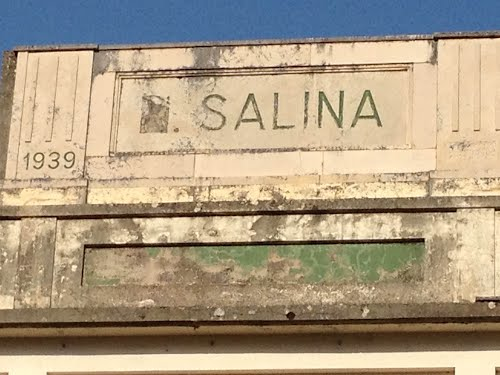
Scritta che campeggia l'edificio della salina

La miniera di Salgemma di Lungro (Salina in lingua arbëreshe) ha rappresentato per millenni la più grande ricchezza di quasi tutta la piana di Sibari. Il sale veniva esportato in tutta la Calabria, in parti dell'Italia e fino in Europa. Tanti furono i lavoratori che calpestarono i circa 2000 gradini che ogni giorno bisognava percorrere per scendere in miniera.

## Storia

### Periodo antico
Difficile stabilire l'età di formazione e i primi processi estrattivi; per molto tempo si credette che una delle prime attestazioni della presenza del sito minerario fosse da attribuirsi a Plinio il Vecchio, il quale, nella sua opera Naturalis historia, per la prima volta ne avrebbe fatto cenno; tuttavia questa ipotesi non ha mai trovato realmente riscontri certi poiché lo storico latino riportava nello scritto la presenza di "cristalli balbini" senza aver fatto cenno della miniera. Nonostante ciò più volte sono stati rinvenuti reperti che collocherebbero come prima era di utilizzo del giacimento salifero epoche preistoriche. I Sibariti e i Romani intensificarono l'estrazione ed il commercio del salgemma, la pietra di sale.
Successivamente, i normanni utilizzarono il sale di Lungro e diedero inizio alle "vie del sale" che percorrevano i sentieri del parco nazionale del Pollino fino ai monti dell'Orsomarso.
Secondo quanto scritto da Vincenzo Padula invece «la prima galleria è un modello di greca architettura. Si conobbe dunque sotto i Greci».

### Periodo medievale
Dal 1100-1200 la miniera cambiò spesso "padrone" fino a quando Federico II di Svevia fissò per la prima volta il prezzo del sale e sfruttò il sito maggiormente rispetto ai precedenti proprietari. A metà del 1200 presero possesso del sito in successione Guglielmo Pallotta, Umberto de Aurelianis, Adalgisa d'Artus.
Nel 1308 Filippo Sangineto, delegato dal re Roberto d'Aragona, divenne conte della contea di Altomonte.
A metà del 1400 presero possesso della miniera i Sanseverino, poco dopo l'insediamento albanese a Lungro, e ciò comportò uno sfruttamento maggiore del sito e una manodopera crescente.

### Periodo borbonico
Nel periodo sette-ottocentesco aragonesi, spagnoli, borboni, francesi e nuovamente borboni si alternarono il possesso del giacimento.
Il primo regolamento si ebbe nel 1811 grazie ad un ingegnere, precisamente quando il sito passò nelle mani del demanio. Sotto il governo del re di Napoli, Gioacchino Murat, ci fu una svolta importante per le sorti del sito: per la prima volta cambiavano le condizioni degli operai e la cura del sito stesso ponendo termine all'estrazione sfrenata; venne costruito un primo edificio dove «all’inaugurazione, si racconta, presenziò lo stesso Murat che, dal balcone del nuovo edificio, assistette alla celebrazione di un matrimonio (martesa) secondo la tradizione albanese, rimanendo affascinato sia dal rito bizantino sia dagli splendidi costumi delle donne. Ai fortunati sposi, come regalo, assegnò otto carlini al mese».
Il governo borbonico nel 1821 diede ordine di una ricognizione per comprendere se il sito poteva ancora essere utile o meno.
Nel 1825 vennero aggiunti dei piccoli accorgimenti significativi: creazione del pozzo Galli (di 81 metri) per la circolazione dell'aria e l'opportuno scolo delle acque.
Nell'aprile 1833 si registra anche la visita personale del re del Regno delle Due Sicilie, Ferdinando II delle Due Sicilie.
Nel 1835 venne in visita il geologo Leopoldo Pilla il quale considerò il sito, per estensione, uno dei più grandi del globo. Della miniera disse: «Messo una volta piede nel deposito salino non si vedea altra cosa che sale infino al punto più basso della miniera» anche perché ai suoi gli si presentò la situazione di una miniera di quattro piano con ampie ma disordinate gallerie.

### Periodo risorgimentale
Altri lavori furono eseguiti nel 1850 per merito dei dirigenti: pilastri consolidati e vuoti riempiti con materiale di risulta, ma la novità più importante fu il cambio di denominazione. È di quegli anni, infatti, a seguito del cambio delle circoscrizioni la nomenclatura "Salina di Lungro" (al posto dell'ex "Miniera di Altomonte")
L'apporto dei salinari e di tutta la popolazione Lungrese all'Unità d'Italia è stata imponente, Lungro è infatti "Città del Risorgimento". Circa duecento minatori il 27 giugno 1848 fecero saltare il ponte Cornuto (Campotenese) contro le repressioni borboniche.
Con l'introduzione della polvere nel 1871 si ridussero i tempi di estrazione ed aumentò la produzione attraverso l'utilizzo delle mine. Nel 1880 la produzione raggiunse 60.000 quintali di sale annui e nel 1882, 73.000 (tanto che la miniera contava 400 operai e 30 lavoratori per l'indotto). Nel 1881 fu l'ingegnere Bellavite a migliorare le condizioni del sito che stava per essere destinato alla chiusura per la scarsa ventilazione: con un nuovo pozzo (realizzato nel 1883) di 250 metri collegò tutti i piani (il primo "Via dei Plinii" a 77 metri di profondità, il secondo "Speranza Terza" a 103 metri, "Magliani" a 150 metri e "Garibaldi" a 200 metri) e risolse i problemi di aerazione; fu in quel periodo che vennero introdotti strumenti meccanici ad aria compressa.
Scrisse il geologo Torquato Taramèlli nel 1880:
[...]
«Termino col ricordare insieme al deposito salino, la popolazione del comune di Lungro, della quale una buona parte, cioè circa 400 uomini, lavora in miniera. I più, instancabili e pazienti come formiche, salgono e scendono in doppia corrente quel migliaio e mezzo di gradini, nudi, trafelati, ansanti; e salgono portando sul dorso almeno quaranta chilogrammi di sale. Altri con grande abilità, profittando di un cotal clivaggio marcatissimo della roccia, ne sfaldano dei grossi parallelepipedi, che con grande rumore cadono sul suolo delle ampie camere di escavo, si rompono in pezzi minori e danno poi da fare alla categoria dei cernitori. Il materiale meno puro, che però contiene sempre almeno quattro quinti di sale viene gettato negli sterri e disperso da un rivoletto presso la bocca della miniera. All’estremità di un pozzo vidi un argano, ma non funzionava. Il trasporto a spalle è più economico, e quella gente non guadagna più di una lira al giorno»
(Torquato Taramèlli, Sul deposito di Salgemma di Lungro nella Calabria Citeriore)

### Periodo chiusura

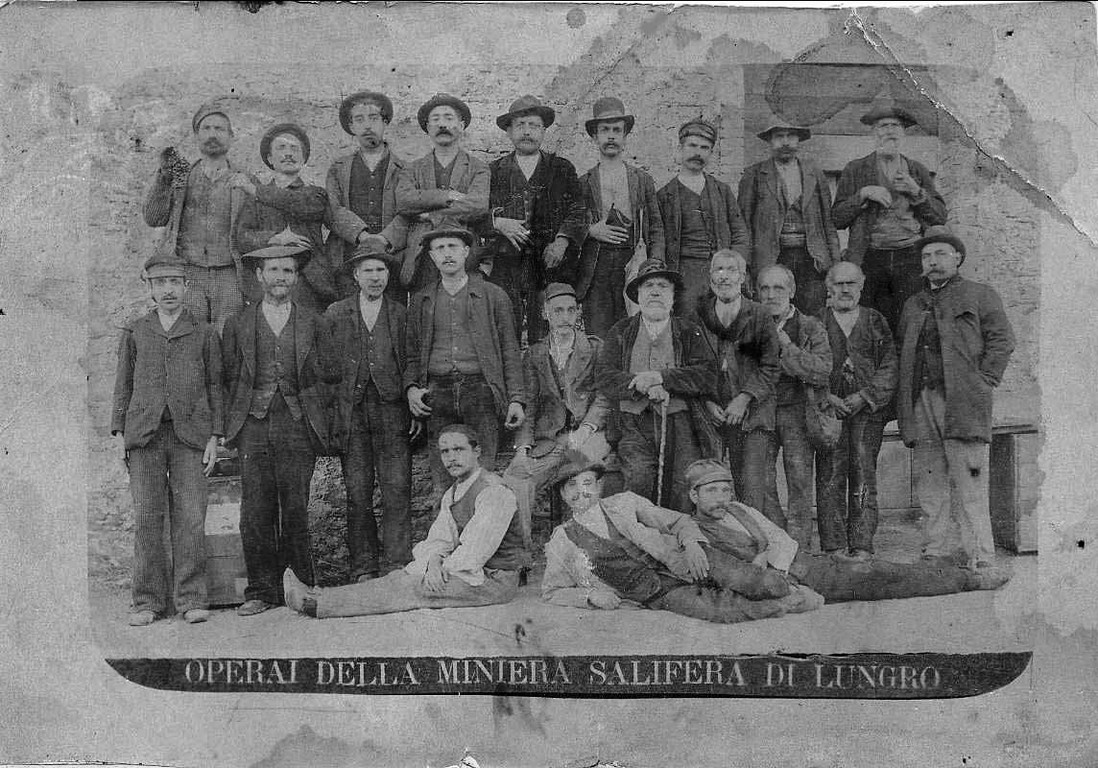
Operai della miniera salifera, Lungro, inizi del Novecento

All'inizio del 1900 ebbe inizio il declino del giacimento di Lungro, lo Stato infatti aveva già deciso per l'economicità del sale marino siciliano. Venne utilizzata la tecnica della "morte lenta", ovvero lo sfruttamento sempre minore del giacimento sino al pensionamento di tutti gli operai, senza licenziamenti ma senza assunzioni.
Prospettando infatti una situazione in decadimento gli operai già nel 1889 costituirono la "Cooperativa di consumo", versando una lira a testa con l'intento di eliminare gli "intermediari" nella vendita del sale; nonostante un modesto capitale di sole 3.000 lire iniziale la società venne avviata ma in pochi mesi boicottata e fallita tanto da creare tra gli stessi operai rabbia e malcontento.
Le condizioni degli operai non migliorarono (il rischio di crolli era costante) tanto che non fu nemmeno realizzato un ascensore per evitare la discesa e la risalita degli operai per oltre duemila gradini, ma non migliorarono nemmeno le infrastrutture: non venne realizzata la strada che avrebbe congiunto Lungro e Spezzano Albanese Terme tanto da relegare la cittadina arbëreshë ad un continuo isolamento avendo a disposizione un'unica strada dai forti pendii e a elevato rischio frana.
Nel 1901 venne creata la "Società Operaia Salinaia di Mutuo Soccorso”; i suoi scopi erano sussidi per malattia, per pensioni di vecchiaia o cronicità; il vero scopo della società era anche quello di creare un luogo di dibattito politico ed un punto di riferimento per l’organizzazione delle lotte. Anche questa società fu ben presto boicottata ma questa volta dalla direzione centrale che optò anche per licenziamenti; le condizioni dei lavoratori erano così precarie che il loro contratto era fermo a quello del 1802!
A causa di uno di questi licenziamenti i salinari organizzarono il primo sciopero nel 1903 arrivando alla vittoria e consentendo il reintegro di un operaio; a quella manifestazione parteciparono circa 250 unità e risultò storica per il movimento operaio nella provincia di Cosenza.
Nel 1921 l'attività era già in diminuzione: gli operai solo 152 più 19 di "indotto" e la produzione di circa 4.900 tonnellate era imparagonabile con le 35.000 tonnellate delle miniere siciliane; venivano utilizzati tre motori elettrici per una potenza di 145 cavalli vapore e di un motore a petrolio per una potenza di 80 cavalli vapore.
La salina ebbe momenti altalenanti fino alla fine degli anni cinquanta quando il numero degli operai salì a 191 (anno 1959). Il governo centrale dagli anni sessanta si disinteressò della miniera (nonostante le tante interrogazioni parlamentari, più che per la difesa della miniera per la difesa del lavoro degli oltre 300 dipendenti, tra tutte quelle dell'on. Giuseppe Mario Militerni) lasciando così il giacimento ad una lenta agonia.
Nel 1968 gli operai resteranno solo 69 (l'organico totale decimato dai 307 dipendenti del 1958 ai 174 del 1968), nessuna nuova galleria, sistema di accesso mai rinnovato (tra salita e discesa si perdevano ben 2 delle 8 ore lavorative poiché vi erano oltre 2.000 gradini da scendere e salire): il processo tecnologico non sfiorò mai la miniera di Lungro, "l’unico ammodernamento fu in pratica l’installazione di due locomotori che di fatto evitarono il lavoro pesante di tre operai in galleria, rimanevano però sempre gli operai impegnati a spingere i carrelli. Erano stati installati inoltre nei cantieri dei nastri trasportatori per sostituire il “leggendario” sacco a spalla, ma le condizioni di lavoro in miniera rimanevano le stesse, in quanto gli operai dovevano costantemente spostare quei nastri nei cantieri, perché altrimenti, a sera, con gli spari delle mine rimanevano distrutti dal materiale caduto".
Venne abolito l'impianto di macinazione e spostata la raffineria (già nel 1952); il governo si preparò alla chiusura mandando dei tecnici per le ultime relazioni che segnalavano ancora importanti filoni di minerale ma veniva tuttavia consigliata la chiusura come scelta più vantaggiosa.
La miniera utilizzava un gruppo elettrogeno diesel donato dalla Regina Margherita di Savoia che lo aveva fatto trasferire da Trieste ma era vetusto, spesso in riparazione e quello di riserva insufficiente; anche l'argano era ormai pericoloso, come gli edifici e la stabilità del sito causa l'abolizione della squadra manutentiva. Sul finire degli anni '60 la condizione della salina era realmente ridotta al lumicino, tuttavia proprio allora la lotta si intensificò: nasce la Commissione o Comitato Pro-Salina.
La Commissione Pro-Salina guidata dal presidente nominato all'unanimità, il sindaco Angiolino Bellizzi, nata il 18 ottobre 1967 organizza convegni-studio, invia lettere e, in ultima battuta, organizza un grande sciopero. Lo sciopero per la salina di Lungro (il più importante nella storia del sito e della zona) avvenne il 22 gennaio 1969 dove la popolazione lungrese unitamente al circondario lottò aspramente per il mantenimento e il miglioramento del sito. In quella giornata sin dalle prime luci dell'alba manifestanti bloccarono il trasporto pubblico (poi proseguito con notevole ritardo) e furono costretti ad intervenire i Carabinieri locali. Si conteranno oltre 1500 manifestanti in un clima gelido tra vento e neve, dalla mattina con comizi in piazza Casini (dal professore Scaglione per il comitato sino ai sindacalisti Giudiceandrea e Caracciolo di CGIL e CISL) sino alla sera dove in assemblea nel municipio cittadino vennero scritte le prime istanze per sopperire alla "morte lenta" del sito minerario:
1. l’allestimento di una squadra idonea per stabilire l’entità dell’attuale giacimento;
2. il ripristino delle condizioni di lavoro all'interno della salina;
3. il ripristino degli impianti di macinazione, di raffinazione e di impacchettamento del sale;
4. la valorizzazione del minerale, che pure era richiesto in maniera esclusiva tanto dalla popolazione del meridione (nel periodo invernale la gente comprava al mercato nero il sale a 600 lire il Kg., per il problema della macellazione dei suini), tanto da qualificate industrie farmaceutiche ed alimentari come l’Arrigoni, la Liebig, la Carlo Erba, la Pavesi le quali si fornivano, direttamente in salina;
5. il miglioramento delle attrezzature tecniche della miniera specie per quanto riguardava l’incolumità degli operai;
6. un’equipe di tecnici che studiasse un sistema idoneo per lo sfruttamento delle barde.

Nel marzo il Ministero delle finanze invia una commissione per lo studio del giacimento di sale, tra i cui componenti vi sono il dottor Attilio Moretti direttore del servizio geologico, il prof. Peretti, del Politecnico di Torino ed il prof. G. Rossi titolare della cattedra di arte mineraria di Iglesias ma il responso, seppur più attenuato rispetto alle relazioni precedenti, non varia: si punta alla chiusura.
Nonostante continuarono scioperi e proteste (16 persone furono denunciate per blocco stradale), l'interessamento di più onorevoli tra cui l'On. Salvatore Frasca, si fece anche largo l'idea di costruzione di un filtrificio (poi nato e chiuso in circa vent'anni senza mai realmente decollare); il 5 agosto 1976 i Monopoli di Stato deliberarono la rinuncia alla concessione mineraria. La ratifica del Ministero dell'industria avvenne l'8 marzo 1978, in quel preciso giorno cesserà d'esistere la gloriosa e millenaria storia della salina di Lungro, l’unica azienda statale esistente nella regione sin dalla occupazione Francese. Con l'atto della ratifica gli immobili passarono di proprietà comunale e furono ben presto saccheggiati e vandalizzati.
Non mancarono le interrogazioni parlamentari sullo stato della miniera; più volte diversi parlamentari ed in diverse legislature chiesero aumenti di stipendi o di personale, delucidazioni sul futuro del sito e miglioramenti nelle condizioni lavorative. In particolare, nella seduta del 6 giugno 1886, alla Camera dei Deputati, si pensò di esportare il sale verso l'Oriente, azione che avrebbe risollevato le sorti di un sito già allora avviato alla chiusura (causa la concorrenza del sale marino) e che invece non fu mai portata avanti. In quella occasione, la stesura riporta un breve disguido - sipario (che portò a qualche risata in aula) tra l'allora Ministro delle Finanze, Ascanio Branca ed il deputato Imbriani (dovrebbe trattarsi di Matteo Renato Imbriani):
Imbriani: «Quale è la conseguenza di quel che ha detto il ministro? Che si vuole convertire la salina di Lungro in una officina di amuleti, di statuette».
Branca: Ministro delle Finanze. «Ma no!»
Imbriani: «Ha detto che vuole esportare in Oriente i prodotti delle saline!»
Branca: Ministro delle Finanze. «Il sale».
Imbriani: «Volete fare col sale degli amuleti, delle statuette!» (Si ride).
Frola: Relatore. «Le faranno gli altri».
Imbriani: «Dunque volete farle fare agli altri! Così sta bene, ma intendiamoci; questa esportazione sarà certamente sempre a detrimento dei consumatori di questi sali in Italia, e voi farete loro danno per un meschinissimo vantaggio che arrecherete allo Stato. Non mettetevi dunque a fare gli speculatori salaioli!»

### Il recupero del sito
Il sito minerario è rimasto abbandonato per oltre quaranta anni; per circa un paio di anni (tra la fine 1990 e inizi anni 2000) balenava l'idea di una possibile discarica di rifiuti radioattivi mentre negli anni la centrale elettrica (importante opera di architettura costruita tra il 1909 e il 1912) del sito è stata abbattuta. Nel 2001 viene presentato il progetto preliminare "Recupero ex-Salina di Lungro". Solo dopo il 2010 partono i lavori di recupero: nel 2016 è stato recuperato il primo edificio (vittima poco dopo di furti di rame). Da allora nessun altro edificio è stato recuperato e la zona nuovamente, come una "seconda morte" abbandonata ed in stato di degrado.
L'intera area ex estrattiva, ad oggi di proprietà dell'Agenzia del Demanio, transitata dall'ex Agenzia dei Monopoli, tutt'oggi versa in condizioni di incuria, sia gli edifici già pericolanti che l'edificio ristrutturato mai entrato in utilizzo e che a pochi anni dal completamento dei lavori vede già presentarsi i primi problemi dovuti all'assenza di manutenzione.

## Sale estratto
Oltre al sale raffinato si produceva anche il sale pastorizzato, sale refrigerante e sale per le industrie (pelli e sapone).
Le quantità del sale che si ricavavano dalla miniera di Lungro erano diverse, ma le commestibili per il consumo erano due: il bianco semitrasparente duro con frattura vitrea; il grigio scuro pure compatto ma non trasparente.
La salgemma estratta a Lungro nel 1894 viene descritta dall'ingegnere della salina, Bellavite, così: "[...] è di una particolare purezza, come lo dimostra l'analisi seguente dell'illustrissimo signor Bechi"
| Sostanza             | Quantità |
| -------------------- | -------- |
| Acqua                | 0,021    |
| Materiali insolubili | 0,044    |
| Solfato di soda      | 0,140    |
| Solfato di calce     | 0,006    |
| Clorururo di calcio  | 0,015    |
| Cloruro di sodio     | 9,769    |
| Cloruro di magnesio  | 0,005    |
| Totale               | 10,000   |

Nel cantiere della miniera si produceva anche sale raffinato in polvere ed altri sali:
- sale pastorizio:
  - sale comune (97,75)
  - ossido di ferro (1,00)
  - assenzio romano (1,00)
  - nerofumo (0,05)
- sale refrigerante:
  - sale comune (98,50)
  - solfato ferroso (1,50)
- sale per pelli:
  - sale comune (99,22)
  - acido fenico (0,75)
- sale per saponi:
  - sale comune (95,00)
  - olio al solfuro (2,00)
  - coarbonato di soda (3,00)

| Anno | Quantità delle materie gregge scavate | Quantità di sale ricavato in quintali |
| ---- | ------------------------------------- | ------------------------------------- |
| 1871 | 102.381                               | 57.250                                |
| 1872 | 96.778                                | 54.378                                |
| 1873 | 92.387                                | 47.335                                |
| 1874 | 81.045                                | 52.579                                |
| 1875 | 93.336                                | 49.491                                |
| 1876 | 167.042                               | 67.025                                |
| 1877 | 178.373                               | 63.163                                |
| 1878 | 175.204                               | 59.344                                |
| 1879 | 178.165                               | 56.370                                |
| 1880 | 195.604                               | 63.925                                |
| 1881 | 207.312                               | 69.228                                |
| 1882 | 216.392                               | 73.000                                |

## Estrazione
I vari piani di lavoro che a loro volta comprendevano un numero notevole di gallerie e cunicoli venivano raggiunti dagli operai per mezzo di scalini (2.000) che costituivano appunto il percorso su di un tracciato a mo’ di chiocciola.
Il pozzo Galli aveva esclusivamente funzione di areaggio. Il pozzo Bellavite, centrale, che comprendeva anche l’argano, aveva la funzione di sollevare il minerale o al massimo trasportare il Direttore e gli impiegati che ritenevano di dover scendere in miniera, o gli operai addetti all’argano ed al sollevamento del minerale.
I vari piani di lavoro a seconda della profondità e dall’alto verso il basso venivano denominati: Piano Amendoletta, a 60 metri dalla superficie esterna; Magliani, a 90 metri; Speranza III, a 110 metri; Sandri, a 160 metri; Fondali II, a 185 (aveva il sale più puro di tutto il giacimento); Fondali a 210 metri; Piano Italia, a 240 metri; Piano fertilità, a 260 metri (quest’ultimo piano solo a livello di discenderia non è stato sfruttato completamente).
Il metodo di coltivazione della salina di Lungro è stato quello dei gradini rovesci e più precisamente consisteva nello scoronamento in calotta con tagli laterali sui piedritti nei cantieri di coltivazione.
L’abbattimento del minerale avveniva mediante trivellazioni elettriche e mine che esplodevano nelle volte dei camerini. Il taglio delle caraci laterali avveniva per mezzo di operai picconieri. Il materiale abbattuto veniva dimezzato e cernito a mano da squadre di operai scheggiatori che raccoglievano il sale mercantile in cumuli tronco-conici sul piano dei camerini. Questo era formato dai materiali di scarto (barde, brecce) che costituivano gradualmente la ripiena dei cantieri, in pratica la volta della galleria saliva per l’abbattimento del sale, ma saliva anche il piano sottostante per la ripiena. Squadre di manovali provvedevano al trasporto a spalla del sale cernito dai cumuli ai fornelli di scarico.
Nelle sottostanti gallerie di carreggio il sale veniva prelevato dalle tramogge e convogliato a mezzo vagoncini spinti in superficie con l’ausilio del montacarichi del pozzo Bellavite; il sale cernito veniva quindi immagazzinato nell’opificio della miniera.
Poiché le squadre di operai lavoravano a cottimo si rendeva necessaria un’operazione di pesatura interna durante il trasporto dal cumulo di cernita al fornello di scarico o alla galleria di carreggio, oltre alle successive pesature che subiva il minerale all’esterno della miniera per l’immagazzinamento e la spedizione.»
(Ambrogio De Marco, ADM Lungro, "Lungro profilo geografico, storico, religioso, economico, politico, sociale. Fatti, personaggi, immagini, ricordi")

## Geologia
Il sito minerario si era formato, molto probabilmente, dall'evaporazione delle acque marine di grandi bacini scomparsi o sommersi. L'ammasso salino era a forma di cono rovesciato restringendosi nei vari livelli.
I problemi idrogeologici del paese e la mancata incanalazione delle acque furono alla base dei problemi di stabilità della zona tanto che tuttora l'intera area è sottoposta a dissesto idrogeologico.

## Piani della salina
| Piano | Nome         | Profondità (metri) | Note                        |
| ----- | ------------ | ------------------ | --------------------------- |
| 1     | Amendola     | 60                 |                             |
| 2     | Magliani     | 90                 |                             |
| 3     | Speranza III | 110                |                             |
| 4     | Sandri       | 160                |                             |
| 5     | Fondali II   | 185                | Si trovava il sale più puro |
| 6     | Fondali      | 215                |                             |
| 7     | Italia       | 240                |                             |
| 8     | Fertilità    | 265                | Sfruttato solo in parte     |

## Organico della miniera
Dopo il 1860, l'organico era diviso in tre fasce:
- personale direttivo e amministrativo (direttore, controllore, contabile, ingegnere, archiviario)
- personale di controllo (capo-custode, coadiuvatore di servizi, pesatori, commessi e sottocapi)
- personale operaio (tagliatori, scheggiatori, facchini, maestri, lucernieri, caricatori, raccoglitori di schegge)

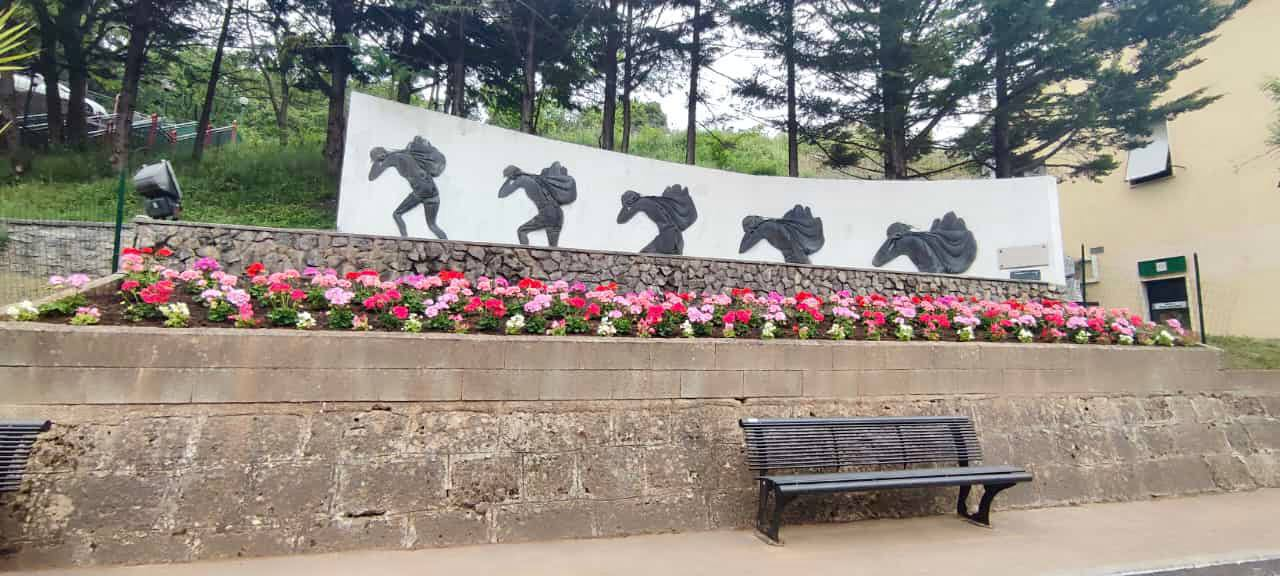
Monumento ai Salinari in corso Skanderbeg, Lungro

Prima del '900 la paga degli operai risultava la seguente (scarsa, soprattutto poiché alcuni operai erano pagati a cottimo a seconda della produzione come i minatori di terza classe):
- Operai prima classe (9 operai) percepivano 1 lira e 70 centesimi al giorno
- Operai seconda classe (27 operai) percepivano 1 lira 30 centesimi al giorno
- Operai terza classe (149 operai) percepivano in media 1 lira al giorno
- Operai quarta classe percepivano 0,75 centesimi al giorno
- Operai quinta classe percepivano 0,50 al giorno
- Picconieri percepivano 1 lira e 30 centesimi al giorno
- Avventizi percepivano 0,50 centesimi al giorno.

Gli operai non lavoravano tutti i giorni dell’anno; erano, infatti, previste 280 giornate lavorative, di conseguenza è evidente come la maggioranza degli operai dovesse vivere con meno di una lira al giorno.

## Associazioni e società nate in salina
- Associazione dei Lavoratori Salinari, 1850 circa
- Cooperativa di consumo, 1899 (nata non appena si prospettò una paventata chiusura per eliminare gli "intermediari" nella vendita del sale; nonostante un modesto capitale iniziale la società venne avviata ma in pochi mesi boicottata e fallita).
- Società Operaia Salinara di Mutuo Soccorso, 1901

## Dopo la chiusura

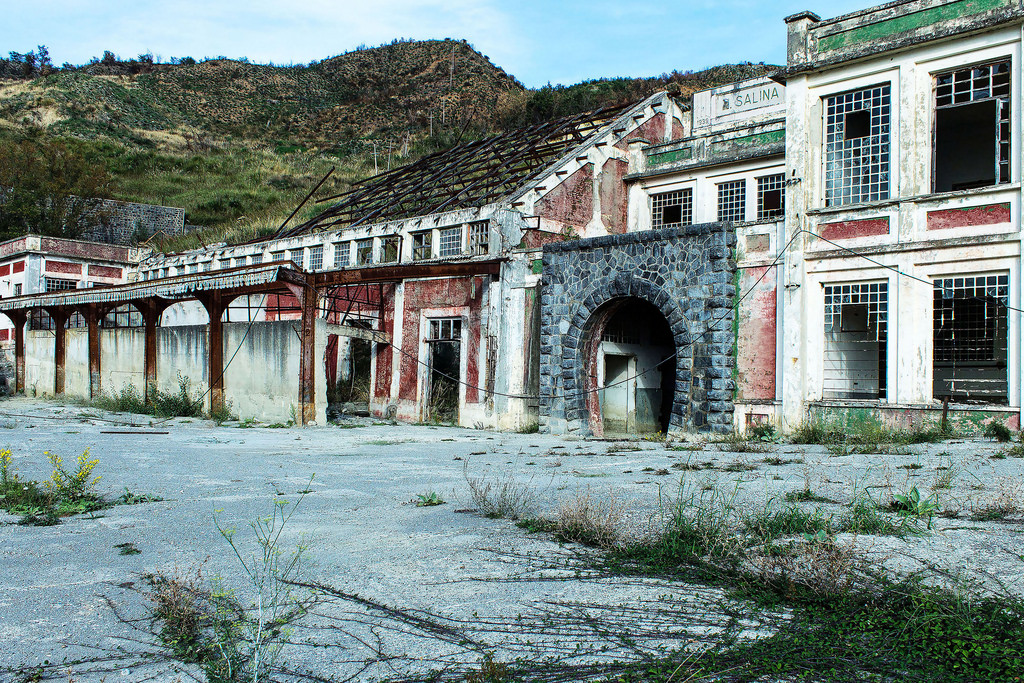
Gli anni dell'abbandono dello stabile

Il Ministero dell'industria, del commercio e dell'artigianato dal momento della chiusura della miniera si impegnò nell'apertura di un filtrificio dove lavorarono la maggior parte dei dipendenti della salina. Il filtrificio non decollò mai e in pochi decenni chiuse.
Per quanto riguarda la struttura della miniera, subì anni di abbandono. Nel 2016 è stato recuperato il primo edificio (vittima poco dopo di furti di rame). Da allora nessun altro edificio è stato recuperato e la zona nuovamente, come una "seconda morte" abbandonata ed in stato di degrado.
Per ricordare i salinari della miniera di Salgemma è stato instaurato, intorno agli anni 2000, un palco-monumento (rappresentanti i minatori al lavoro) in Corso Skanderbeg, a fianco della villetta comunale.
Fino a qualche anno fa ogni giorno a mezzogiorno, dal tetto del palazzo "ex-dopolavoro", suonava la sirena, la stessa che accompagnava l'entrata dei minatori in miniera.

## Museo Storico della Miniera di Salgemma

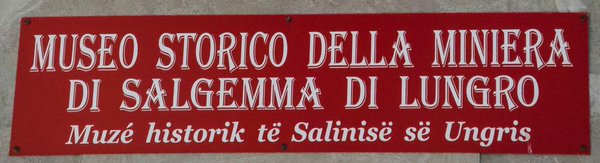
Tabella bilingue esterna al museo

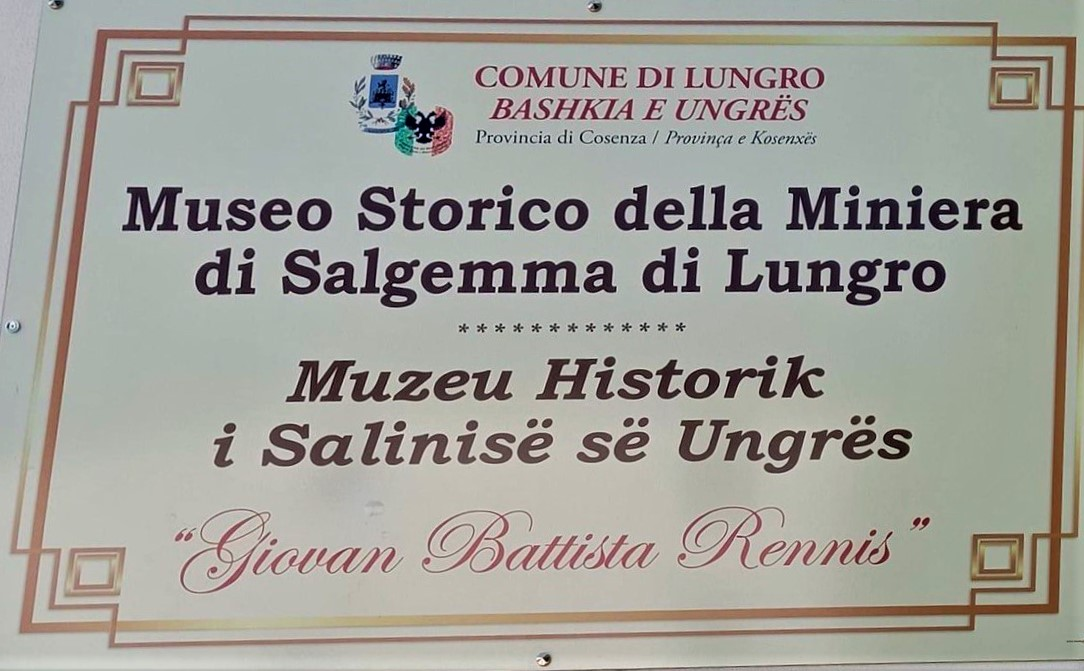
Targa all'ingresso del Museo Storico della Miniera di Salgemma di Lungro, intitolato alla memoria del professore Giovan Battista Rennis, ideatore del museo.

Il Museo Storico della Miniera di Salgemma ("Muzeu historik i Salinisë së Ungrës" in lingua arbëreshë) situato nel Palazzo Martino in piazza D'Azeglio, a Lungro, nasce il 2 giugno 2010 (per volontà dell'allora assessore alla cultura prof. Rennis, ideatore e curatore) custodisce all'interno memorie e oggetti recuperati dalla miniera. L'allestimento del museo è stato realizzato grazie anche alla generosità delle famiglie lungresi che hanno donato cimeli familiari. Oltre 180 disegni risalenti a più epoche, foto, mappature, oggetti, stemmi, divise e anche una sezione dedicata alla vita quotidiana Lungrese.
Il Museo è articolato seguendo un percorso unico dove ogni sala prende il nome da una galleria del sito minerario; in totale vi sono 9 sale diverse l'una dall'altra. (Il dépliant del museo da cui sono state estrapolate le info  Archiviato il 7 luglio 2017 in Internet Archive.)
Nel 2022 il Museo Storico della Miniera di Salgemma viene trasferito presso l'edificio dell'ex biblioteca comunale, sito in Corso Skanderbeg, inaugurato il 14 maggio dello stesso anno viene intitolato alla memoria del professore Giovan Battista Rennis, ideatore del museo.

## Protettore
La venerazione di san Leonardo limosino a Lungro è da sempre legata all'antica attività mineraria; gli operai eressero una chiesetta in suo onore fra il XIII e il XIV secolo.
L'Associazione dei lavoratori salinari annoverava tra i soci san Leonardo, al quale ogni mattina, previo appello, veniva segnata la presenza.